# Vanwykia remota
Vanwykia remota är en tvåhjärtbladig växtart som först beskrevs av Bak. & Sprague, och fick sitt nu gällande namn av D. Wiens. Vanwykia remota ingår i släktet Vanwykia och familjen Loranthaceae. Inga underarter finns listade i Catalogue of Life.